# Frederick Cuming
Frederick William Cuming (Tiverton, Devon, 27 de maig de 1875 – Kensington, Londres, 22 de març de 1942) va ser un jugador de criquet anglès, que va competir a cavall del segle xix i el segle xx. El 1900 va prendre part en els Jocs Olímpics de París, on guanyà la medalla d'or en la competició de Criquet a XII com a integrant de l'equip britànic.